# BMO球場
BMO球場（英語：BMO Field）是加拿大安大略省多倫多一座戶外體育場，現為美國職業足球大聯盟（MLS）多倫多FC和加拿大加式足球聯盟（CFL）多倫多淘金人的主場館。場館坐落加拿大博覽會會場，業權由多倫多市政府擁有，營運權則歸楓葉體育及娛樂有限公司。球場2007年4月28日首次啟用，第一場賽事為多倫多FC對堪薩斯城巫師，結果主隊以0:1敗陣。
此場館原為一座足球專用體育場，供2007年起作賽的多倫多FC使用，而2007年國際足協U-20世界盃和2014年國際足協女子U-20世界盃部分賽事（包括前者的開幕賽和決賽）亦在此進行。場館亦於2010年、2016年和2017年三度舉辦美國職業足球大聯盟盃決賽，當中主隊多倫多FC於2017年贏取獎盃。場館亦曾於2015年泛美運動會期間舉辦七人欖球賽事，而加拿大國家橄欖球隊亦曾在此進行主場賽事。場館從2014-16年間進行重修，在東看台新設上層觀眾席，在觀眾席上方增添屋頂，並延長草坪以迎合加拿大式足球賽事。工程完成後，淘金人隊從2016年CFL賽季起以此作其主場館。
球場在舉辦國際賽時會稱為「國家足球場」（National Soccer Stadium）。

## 歷史
BMO球場是展覽館內同一位置上所興建的第五座球場，之前一座名為會展體育場，是加拿大加式足球聯盟（CFL）多倫多淘金人及和美國職棒大聯盟多倫多藍鳥的主場館。但自天虹體育館（2005年起改稱羅渣士中心）於1989年落成後，該場館便失去長期租戶，因此在1999年拆卸。
淘金人隊雖於羅渣士中心作賽，但該場館的設計偏重棒球，因此該隊曾於2001年向多倫多市政府申請重修蘭波特體育場（Lamport Stadium）並將之擴張至可容納19000名觀眾；到了2003年3月建議則改為在加拿大博覽會會場新建一座可容納22000人的體育場。另一方面，為了競逐2007年國際足協U-20世界盃主辦權，加拿大足協於同年7月宣布斥資8200萬加元在該處興建一座體育場，若成功申辦賽事的話加拿大聯邦政府和安大略省政府將為項目提供合共3500萬元撥款。此外，國家冰球聯盟多倫多楓葉和NBA多倫多速龍的母公司楓葉體育及娛樂有限公司當時正考慮向美國職業足球大聯盟（MLS）申辦一支多倫多足球隊，並希望在市内設立一座足球專用體育場。
淘金人隊、加拿大足協和楓葉體娛遂於2004年5月宣布合資8千萬元在多倫多大學的市中心校園興建一座可容納25000人的體育場。除了來自兩級政府的撥款外，多大亦為項目注資1500萬元，並將成為球場的東主。然而，楓葉體娛其後因項目回報欠佳而退出，而隨着項目造價上漲逾1億元，多大新任校長履新後亦退出項目，球場遂未能成事。
淘金人隊和加拿大足協其後改為建議在約克大學校園興建球場，預算造價為7千萬加元，當中2千萬元來自淘金人隊，1500萬元來自約大，土地亦由校方提供；楓葉體娛並未參與此項目。然而羅渣士中心卻同意為淘金人隊減租，雙方遂達成協議繼續租約，新球場項目亦告吹。
加拿大足協繼續與楓葉體娛磋商，雙方終在2005年同意在加拿大博覽會會場内的加拿大體壇名人堂所在興建球場，預算造價為6290萬加元。加拿大聯邦政府為項目提供2700萬元，安省政府提供8百萬元，多倫多市政府則提供980萬元並成為球場的東主。楓葉體娛提供8百萬元，項目超支的話亦由該公司負責，藉此換取球場的營運權。多倫多市政府通過的項目協議中列明球場將可改建以迎合加式足球規格，而淘金人隊亦曾於最後階段希望參與項目，但楓葉體娛期望項目以原定時限和預算完成，球場因此按原定設計興建。球場若改建以迎合加式足球規格的話，底線區一帶的看台需拆卸重建。
2006年5月11日，美國職業足球大聯盟（MLS）宣布多倫多FC將於2007年成為聯盟的第十三支球隊（加拿大首隊）。MLS專員唐·加伯稱新加盟球隊須有興建足球專用球場計劃，並指由於此類球場面積相對國家美式足球聯盟或者加拿大式足球聯賽球場較小，有助觀眾營造更佳氣氛，而且球隊對有關設施有較大自主權，更能有效控制收入與成本。
同年8月31日，《多倫多星報》報道購得球場的命名權。（購入前球場只稱作國家足球場。）“BMO”是滿地可銀行的簡稱，亦是該行在多倫多證券交易所上的股票代號，发音为/ˈbiːmoʊ/。儘管銀行以命名，總部其實設在多倫多。9月20日，球場西看台懸掛印有 "BMO Field" 字樣的旗幟，後來在多倫多FC的網站正式宣布球場易名的消息。儘管如此，球場舉行在國際足協認可比賽時，依然稱作「國家足球場」。
2007年5月12日，球場開幕。開幕禮上，MLS專員宣布「2008年MLS明星賽」(MLS All-Star 2008) 及2012年「MLS盃」將在這裡舉行。
自2009年春季起，美國職業袋棍球大聯盟（MLL）球隊多倫多國家隊（Toronto Nationals）在BMO球場進行聯賽主場賽事。該隊於翌年賽季遷至蘭波特體育場，2011年遷至哈密爾頓，2013年則告解散。
2009年11月，媒體報道多倫多淘金人正與多倫多市政府商討從羅渣士中心遷至BMO球場，最快於2010年CFL賽季落實。場館的長度較正式加式足球賽場所需為短，CFL需研究淘金人隊在此作賽是否可行。CFL最終結論為BMO球場以當前狀況不適舉行加式足球賽事，淘金人隊遂於同年12月16日宣布放棄遷址。
雷維克（Tim Leiweke）於2013年接任楓葉體娛總裁，其後談及該公司計劃為BMO球場進行大型改修；他於2014年1月表示將於往後半年與專家研究項目可行性。由於球場東主為多倫多市政府，楓葉體娛進行項目前需獲取市府同意。隨着淘金人隊與羅渣士中心的租約於2017年賽季後屆滿，市府堅持改修項目需包括將賽場增長以容納加式足球賽事。副市長凱利（Norm Kelly）表示淘金人隊「需在此作賽」，並認為成事機會頗高。
場館改建項目初步方案於2014年3月公布。隨了改建賽場以容納加式足球賽事外，項目亦包括在場館東側增設上層看台。足球賽事的觀眾席數遂從21566席增至30000席，加式足球觀眾席數為26500席，而舉行大型賽事和活動時底線區亦可增設臨時觀眾席，達致最高容量4萬人。改建項目分兩期進行，首期包括增長賽場和增建觀眾席，耗資7700萬元，2015年5月完成。次期則包括在永久觀眾席上方增添屋頂，耗資4300萬元，2016年5月完成。
楓葉體娛其中兩名主要股東加拿大貝爾和基爾默集團（Kilmer Group）於2015年5月20日宣布購入淘金人隊部分股權，並計劃從2016年CFL賽季起將該隊主場置於BMO球場。協議包括在改建完畢的BMO球場舉行兩次格雷杯賽事。場館於2016年2月宣布與的命名權協議續期十年。

### 其他歷史事件
- 2007年9月7日，球場舉行目前為止唯一一場音樂會，演出者為古典搖滾樂隊創世紀樂團。
- 2008年7月24日，球場上演MLS明星賽，由MLS選手隊對英格蘭超級聯賽球隊，結果MLS選手隊勝3-2。
- 2009年7月14日，球場首次禁售酒精類飲品。事緣一名少年於2008年5月21日舉行的球賽上，被發現以非法年齡飲用酒精類飲品，因此安大略酒精及博彩委員會判罰BMO球場禁售酒類飲品一天，在2009年7月14日執行。[48]
- 2009年8月7日，西班牙勁旅皇家馬德里獲邀前來與多倫多FC合演一場表演賽，結果客隊以5:1勝出。多倫多FC的 Gabe Gala（英语：Gabe Gala） 攻入一球，是歷史上加拿大球員首次射破皇馬的大門。
- 2009年5月22日，Toronto Nationals 首次在BMO球場舉行MLL賽事，結果主隊以15:11勝出， 勝方的 Merrick Thomson（英语：Merrick Thomson） 拿下比賽首個得分。
- 2009年11月，加拿大式足球球隊 Toronto Argonauts 班主曾與多倫多市政府商議最快在2010年CFL球季（英语：2010 CFL season）開始將球隊主場遷往 BMO球場。[49]加拿大足球聯賽就有關可行性進行研究。[50]然而根據 MLSE 營運總裁 Tom Anselmi 所指，除非球場進行大型改動，否則以球場現時面積，只能容納一個110碼加10碼球門區或一個100碼加15碼球門區的比賽場地，換句話說，亦即無法滿足110碼加20碼球門區的標準場地要求。[51]2009年12月16日，Argonauts 宣布擱置有關計劃。[52]

### 歷史性進球
- 球場啟用後首個進球：2007年4月28日，堪薩斯城巫師以1:0小勝主隊多倫多FC的 MLS 賽事中，美籍球員 Eddie Johnson（英语：Eddie Johnson (American soccer player)） 攻入奠定性一球。
- 多倫多FC球員首個主場進球：2007年5月12日一場 MLS 賽事上，丹尼利·迪基奧於上半場射破客隊芝加哥火焰的大門。這亦是他在多倫多FC首個進球。
- 首個加拿大球員在BMO球場的進球：2007年5月11日，一場20歲以下青年友誼賽中，加拿大以1:2敗於阿根廷腳下。主隊的 David Edgar 射入一個點球。
- BMO球場首個國際賽進球：2007年9月12日，加拿大對哥斯達黎加的一場友誼賽中，客隊的 Victor Núñez 攻入首個進球。幾分鐘後，主隊的德韋恩·德·羅沙里奧追平，該球亦是加拿大國家隊在BMO球場的首個進球。
- 2007年5月19日，玻利維亞裔前鋒射入一個點球，協助球隊以2:1力壓主隊勝出，該球亦是他在 MLS 第108個進球，平了 Jason Kreis（英语：Jason Kreis） 創下的 MLS 球員歷來最高入球紀錄，後來這紀錄不斷被他改寫。

## 營運、擁有權及撥款
興建BMO球場的開支約6200萬（不包括地價1000萬），資金來自幾方面。同時持有多倫多FC、NBA球隊和NHL球隊多倫多楓葉的 MLSE 斥資800萬建造費，另花1000萬購入命名權。加拿大聯邦政府付出2700萬；安大略省政府撥款800萬；多倫多市政府則支付980萬，並獲得球場的業權。（金額全部以加幣計算）

## 球場特點

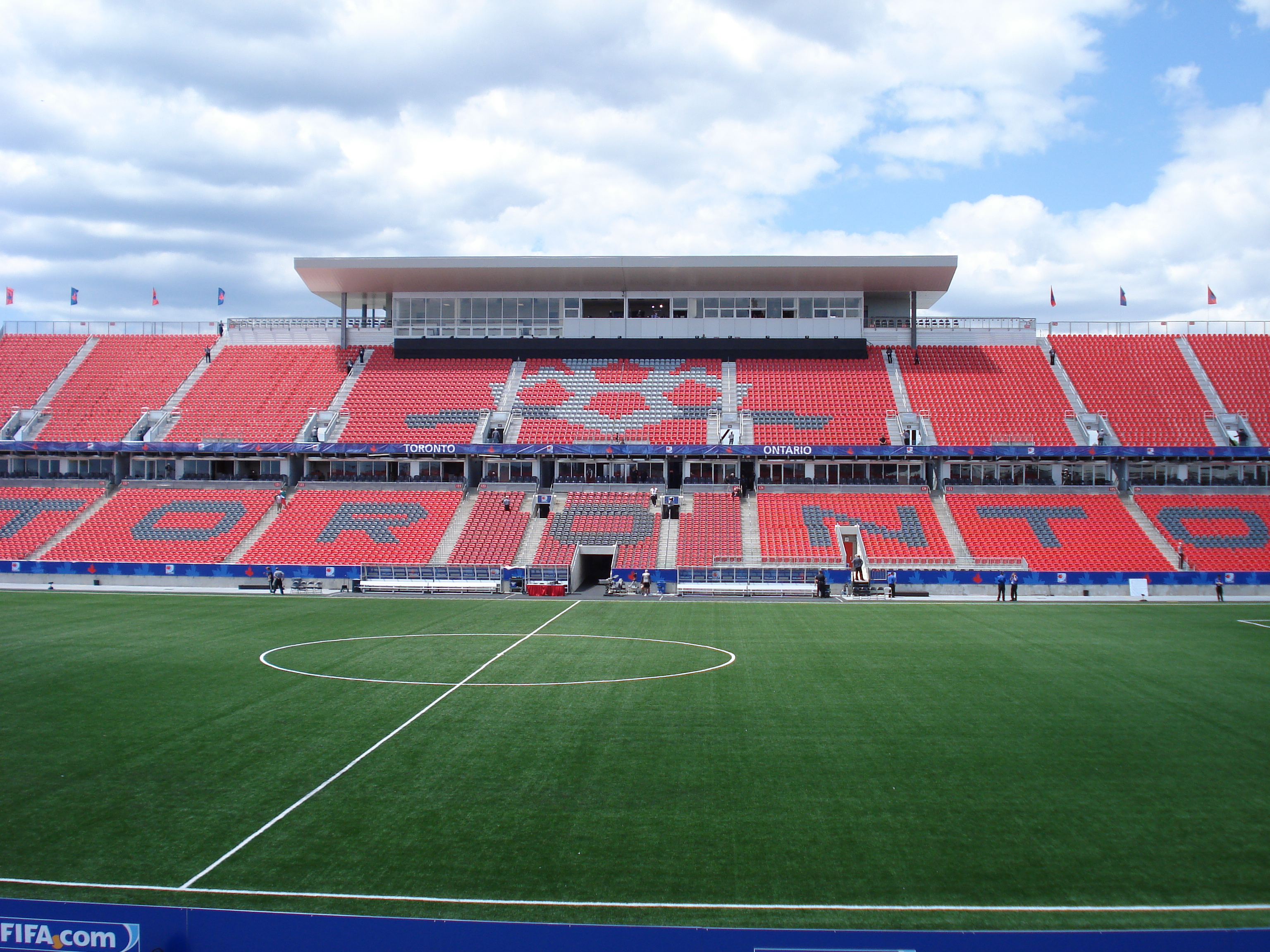

2007年啟用時，BMO球場座位數目達20500個，除了組成圖案或字樣的部分外，幾乎全是紅色。東看台有一巨型楓葉圖案，南看台則有 "BMO" 的字樣，下層西看台則有 "TORONTO" 的字樣和多倫多FC的徽號。看台之下，是個闊75碼，長115碼（即闊68米，長105米）的草坪。草坪在2007年3月鋪設，用的是人工草，曾因此惹來不少批評。<2009年，多倫多市政府投票批准球場於2010年起永久鋪設天然草坪，球場營運商 MLSE 負責一切鋪設和保養費用。MLSE 聘請 NGF Golf 公司重新鋪設草坪，花費350萬加元。較早前，於2009年八月，MLSE 曾應皇家馬德里要求，在表演賽時暫時鋪設天然草坪。2010年4月15日，MLS 新一輪球季展開，BMO球場不但換上新草坪，座位數目亦增加至21800個。

## 入座紀錄
2008年7月24日，由MLS選手隊出戰英格蘭球隊的一場「MLS明星賽」中，創下入場人數達20822人的紀錄。直至2010年4月15日，BMO球場在增設座位後首次啟用，主隊多倫多FC迎戰聯賽新貴費城聯，入座人數達21978人。至於迄今為止最高入座紀錄的賽事則是2009年8月7日多倫多FC對皇家馬德里的比賽，22089人於當日購票進場。

## 接駁交通
- GO Transit：鄰近車站 Exhibition GO Station（英语：Exhibition GO Station）
- 公車：29 Dufferin 及 193 Exhibition Rocket
- 路面電車：510 Spadina（英语：510 Spadina (TTC)） 及 511 Bathurst（英语：511 Bathurst (TTC)）
- 另外，球場旁邊設有公眾停車場

## 外部連結
- BMOField.com（页面存档备份，存于）
- BMO Field Construction Photos（页面存档备份，存于）
- Soccer stadium Web site, including construction webcam
- Video Tour of BMO Field